# Rivalité entre la Belgique et les Pays-Bas en football
Une rivalité footballistique particulière existe entre la Belgique et les Pays-Bas. Ces deux voisins se sont rencontrés plus de 120 fois, ce qui fait de chacune des équipes l'adversaire le plus fréquent de l'autre. La grande majorité des rencontres aussi appelées Derby des Plats Pays (Derbies der Lage Landen) ont été des matchs amicaux, surtout avant les années 1970. Cette rivalité sur le terrain n'empêche pas la Belgique et les Pays-Bas d'organiser ensemble l'Euro 2000 et d'avoir présenté une candidature conjointe pour l'organisation de la Coupe du monde 2018.

## Sélections nationales
En 1905, Belgique - Pays-Bas est le premier match officiel - et la première victoire - de l'équipe des Pays-Bas de football. C'est le second match officiel de l'équipe représentative belge, un an après sa première rencontre (contre la France).
La Belgique et les Pays-Bas se sont rencontrés officiellement à 129 reprises.
Jusqu'à la fin des années 1960, ces pays se rencontraient généralement deux fois par an lors de matchs amicaux, notamment dans le cadre de deux compétitions devenues des classiques pour les deux nations : la Coupe Van den Abeele	(disputée à Anvers, de 1901 à 1932) et la Rotterdamsch Nieuwsblad Beker (disputée aux Pays-Bas, de 1905 à 1923).
Par la suite, les deux équipes se sont rencontrées plusieurs fois lors des qualifications pour la Coupe du monde ou le Championnat d'Europe. Elles se sont également rencontrées lors des Jeux olympiques (en 1920) et à deux reprises au premier tour de la phase finale de la Coupe du monde (lors des éditions de 1994 et de 1998).
L'Histoire des Diables Rouges et des Oranjes est également émaillée de quelques rencontres classées innofficielles et ce pour des raisons diverses, c'est le cas par exemple de tous les matches antérieurs à 1904, année de création de la FIFA; celles-ci ne sont dès lors bien évidemment pas reprises dans les statistiques officielles des rencontres ou des joueurs.

### Tableau des confrontations
|     | Date              | Lieu      | Match               | Score | Compétition                                                                 |
| —   | 28 avril 1901     | Anvers    | Belgique - Pays-Bas | 8-0   | Match amical (non officiel, Coupe Van den Abeele)                           |
| —   | 5 janvier 1902    | Anvers    | Belgique - Pays-Bas | 1-0   | Match amical (non officiel, Coupe Van den Abeele)                           |
| —   | 15 décembre 1902  | Anvers    | Belgique - Pays-Bas | 2-1   | Match amical (non officiel, Coupe Van den Abeele)                           |
| —   | 3 janvier 1904    | Anvers    | Belgique - Pays-Bas | 6-4   | Match amical (non officiel, Coupe Van den Abeele)                           |
| 1   | 30 avril 1905     | Anvers    | Belgique - Pays-Bas | 1-4   | Match amical (Coupe Van den Abeele) [1],[2],[3]                             |
| 2   | 14 mai 1905       | Rotterdam | Pays-Bas - Belgique | 4-0   | Match amical (Rotterdamsch Nieuwsblad Beker) [4],[5]                        |
| 3   | 29 avril 1906     | Anvers    | Belgique - Pays-Bas | 5-0   | Match amical (Coupe Van den Abeele) [6],[7]                                 |
| 4   | 13 mai 1906       | Rotterdam | Pays-Bas - Belgique | 2-3   | Match amical (Rotterdamsch Nieuwsblad Beker) [8],[9]                        |
| 5   | 14 avril 1907     | Anvers    | Belgique - Pays-Bas | 1-3   | Match amical (Coupe Van den Abeele) [10],[11]                               |
| 6   | 9 mai 1907        | Haarlem   | Pays-Bas - Belgique | 1-2   | Match amical (Rotterdamsch Nieuwsblad Beker) [12]                           |
| 7   | 29 mars 1908      | Anvers    | Belgique - Pays-Bas | 1-4   | Match amical (Coupe Van den Abeele) [13],[14]                               |
| 8   | 26 avril 1908     | Rotterdam | Pays-Bas - Belgique | 3-1   | Match amical (Rotterdamsch Nieuwsblad Beker) [15],[16]                      |
| 9   | 21 mars 1909      | Anvers    | Belgique - Pays-Bas | 1-4   | Match amical (Coupe Van den Abeele) [17],[18]                               |
| 10  | 25 avril 1909     | Rotterdam | Pays-Bas - Belgique | 4-1   | Match amical (Rotterdamsch Nieuwsblad Beker) [19]                           |
| 11  | 13 mars 1910      | Anvers    | Belgique - Pays-Bas | 3-2   | Match amical (Coupe Van den Abeele) [20],[21],[22]                          |
| 12  | 10 avril 1910     | Haarlem   | Pays-Bas - Belgique | 7-0   | Match amical (Rotterdamsch Nieuwsblad Beker) [23]                           |
| 13  | 19 mars 1911      | Anvers    | Belgique - Pays-Bas | 1-5   | Match amical (Coupe Van den Abeele) [24]                                    |
| 14  | 2 avril 1911      | Dordrecht | Pays-Bas - Belgique | 3-1   | Match amical (Rotterdamsch Nieuwsblad Beker) [25],[26]                      |
| 15  | 10 mars 1912      | Anvers    | Belgique - Pays-Bas | 1-2   | Match amical (Coupe Van den Abeele) [27],[28]                               |
| 16  | 28 avril 1912     | Dordrecht | Pays-Bas - Belgique | 4-3   | Match amical (Rotterdamsch Nieuwsblad Beker) [29],[30],[31]                 |
| 17  | 9 mars 1913       | Anvers    | Belgique - Pays-Bas | 3-3   | Match amical (Coupe Van den Abeele) [32]                                    |
| 18  | 20 avril 1913     | Zwolle    | Pays-Bas - Belgique | 2-4   | Match amical (Rotterdamsch Nieuwsblad Beker) [33],[34],[35]                 |
| 19  | 15 mars 1914      | Anvers    | Belgique - Pays-Bas | 2-4   | Match amical (Coupe Van den Abeele) [36],[37]                               |
| 20  | 26 avril 1914     | Amsterdam | Pays-Bas - Belgique | 4-2   | Match amical (Rotterdamsch Nieuwsblad Beker) [38],[39]                      |
| 21  | 31 août 1920      | Anvers    | Belgique - Pays-Bas | 3-0   | Jeux olympiques 1920 (demi-finales) [40],[41]                               |
| 22  | 15 mai 1921       | Anvers    | Belgique - Pays-Bas | 1-1   | Match amical (Coupe Van den Abeele) [42]                                    |
| 23  | 26 mars 1922      | Anvers    | Belgique - Pays-Bas | 4-0   | Match amical (Coupe Van den Abeele) [43],[44]                               |
| 24  | 7 mai 1922        | Amsterdam | Pays-Bas - Belgique | 1-2   | Match amical (Rotterdamsch Nieuwsblad Beker) [45]                           |
| 25  | 29 avril 1923     | Amsterdam | Pays-Bas - Belgique | 1-1   | Match amical (Rotterdamsch Nieuwsblad Beker) [46],[47]                      |
| 26  | 23 mars 1924      | Amsterdam | Pays-Bas - Belgique | 1-1   | Match amical [48],[49]                                                      |
| 27  | 27 avril 1924     | Anvers    | Belgique - Pays-Bas | 1-1   | Match amical (Coupe Van den Abeele) [50],[51]                               |
| 28  | 15 mars 1925      | Anvers    | Belgique - Pays-Bas | 0-1   | Match amical (Coupe Van den Abeele) [52],[53],[54]                          |
| 29  | 3 mai 1925        | Amsterdam | Pays-Bas - Belgique | 5-0   | Match amical [55]                                                           |
| —   | 6 septembre 1925  | Anvers    | Belgique - Pays-Bas | 1-1   | Match amical (non officiel) [56]                                            |
| 30  | 14 mars 1926      | Anvers    | Belgique - Pays-Bas | 1-1   | Match amical (Coupe Van den Abeele) [57]                                    |
| 31  | 2 mai 1926        | Amsterdam | Pays-Bas - Belgique | 1-5   | Match amical [58],[59]                                                      |
| —   | 29 août 1926      | Rotterdam | Pays-Bas - Belgique | 1-5   | Match amical (non officiel) [60]                                            |
| 32  | 13 mars 1927      | Anvers    | Belgique - Pays-Bas | 2-0   | Match amical (Coupe Van den Abeele) [61]                                    |
| 33  | 1er mai 1927      | Amsterdam | Pays-Bas - Belgique | 3-2   | Match amical                                                                |
| 34  | 11 mars 1928      | Amsterdam | Pays-Bas - Belgique | 1-1   | Match amical [62]                                                           |
| 35  | 1er avril 1928    | Anvers    | Belgique - Pays-Bas | 1-0   | Match amical (Coupe Van den Abeele) [63],[64]                               |
| 36  | 5 juin 1928       | Rotterdam | Pays-Bas - Belgique | 3-1   | Jeux olympiques 1928 (Tournoi de consolation, premier tour) [65],[66]       |
| 37  | 4 novembre 1928   | Amsterdam | Pays-Bas - Belgique | 1-1   | Match amical [67],[68],[69]                                                 |
| 38  | 5 mai 1929        | Anvers    | Belgique - Pays-Bas | 3-1   | Match amical (Coupe Van den Abeele) [70]                                    |
| —   | 8 décembre 1929   | Amsterdam | Pays-Bas - Belgique | 1-0   | Match amical (non officiel) [71]                                            |
| 39  | 4 mai 1930        | Amsterdam | Pays-Bas - Belgique | 2-2   | Match amical                                                                |
| 40  | 18 mai 1930       | Anvers    | Belgique - Pays-Bas | 3-1   | Match amical (Coupe Van den Abeele)                                         |
| —   | 14 septembre 1930 | Bruxelles | Belgique - Pays-Bas | 4-1   | Match amical (non officiel) [72]                                            |
| 41  | 29 mars 1931      | Amsterdam | Pays-Bas - Belgique | 3-2   | Match amical [73]                                                           |
| 42  | 3 mai 1931        | Anvers    | Belgique - Pays-Bas | 4-2   | Match amical (Coupe Van den Abeele) [74],[75]                               |
| —   | 14 février 1932   | Amsterdam | Pays-Bas - Belgique | 2-3   | Match amical (non officiel) [76]                                            |
| 43  | 20 mars 1932      | Anvers    | Belgique - Pays-Bas | 1-4   | Match amical (Coupe Van den Abeele) [77]                                    |
| 44  | 17 avril 1932     | Amsterdam | Pays-Bas - Belgique | 2-1   | Match amical [78]                                                           |
| —   | 16 octobre 1932   | Bruxelles | Belgique - Pays-Bas | 2-3   | Match amical (non officiel) [79]                                            |
| 45  | 9 avril 1933      | Anvers    | Belgique - Pays-Bas | 1-3   | Match amical [80],[81]                                                      |
| 46  | 7 mai 1933        | Amsterdam | Pays-Bas - Belgique | 1-2   | Match amical [82]                                                           |
| 47  | 11 mars 1934      | Amsterdam | Pays-Bas - Belgique | 9-3   | Match amical [83],[84]                                                      |
| 48  | 29 avril 1934     | Anvers    | Belgique - Pays-Bas | 2-4   | Éliminatoires de la Coupe du monde 1934 (Zone Europe, Groupe 7) [85],[86]   |
| 49  | 31 mars 1935      | Amsterdam | Pays-Bas - Belgique | 4-2   | Match amical [87],[88]                                                      |
| 50  | 12 mai 1935       | Bruxelles | Belgique - Pays-Bas | 0-2   | Match amical [89],[90]                                                      |
| 51  | 29 mars 1936      | Amsterdam | Pays-Bas - Belgique | 8-0   | Match amical [91]                                                           |
| 52  | 3 mai 1936        | Bruxelles | Belgique - Pays-Bas | 1-1   | Match amical [92]                                                           |
| 53  | 4 avril 1937      | Anvers    | Belgique - Pays-Bas | 2-1   | Match amical [93]                                                           |
| 54  | 2 mai 1937        | Rotterdam | Pays-Bas - Belgique | 1-0   | Match amical                                                                |
| 55  | 27 février 1938   | Rotterdam | Pays-Bas - Belgique | 7-2   | Match amical [94],[95]                                                      |
| 56  | 3 avril 1938      | Anvers    | Belgique - Pays-Bas | 1-1   | Éliminatoires de la Coupe du monde 1938 (Zone Europe, Groupe 9) [96]        |
| 57  | 19 mars 1939      | Anvers    | Belgique - Pays-Bas | 5-4   | Match amical [97]                                                           |
| 58  | 23 avril 1939     | Amsterdam | Pays-Bas - Belgique | 3-2   | Match amical [98],[99]                                                      |
| —   | 10 décembre 1939  | Rotterdam | Pays-Bas - Belgique | 5-2   | Match amical (non officiel) [100],[101]                                     |
| 59  | 17 mars 1940      | Anvers    | Belgique - Pays-Bas | 7-1   | Match amical [102],[103]                                                    |
| 60  | 21 avril 1940     | Amsterdam | Pays-Bas - Belgique | 4-2   | Match amical [104],[105]                                                    |
| 61  | 12 mai 1946       | Amsterdam | Pays-Bas - Belgique | 6-3   | Match amical [106]                                                          |
| 62  | 30 mai 1946       | Anvers    | Belgique - Pays-Bas | 2-2   | Match amical [107],[108],[109]                                              |
| 63  | 7 avril 1947      | Amsterdam | Pays-Bas - Belgique | 2-1   | Match amical [110],[111]                                                    |
| 64  | 4 mai 1947        | Anvers    | Belgique - Pays-Bas | 1-2   | Match amical [112],[113]                                                    |
| 65  | 14 mars 1948      | Anvers    | Belgique - Pays-Bas | 1-1   | Match amical [114],[115]                                                    |
| 66  | 18 avril 1948     | Rotterdam | Pays-Bas - Belgique | 2-2   | Match amical [116],[117]                                                    |
| 67  | 21 novembre 1948  | Anvers    | Belgique - Pays-Bas | 1-1   | Match amical [118]                                                          |
| 68  | 13 mars 1949      | Amsterdam | Pays-Bas - Belgique | 3-3   | Match amical [119],[120]                                                    |
| 69  | 6 novembre 1949   | Rotterdam | Pays-Bas - Belgique | 0-1   | Match amical                                                                |
| 70  | 16 avril 1950     | Anvers    | Belgique - Pays-Bas | 2-0   | Match amical [121]                                                          |
| 71  | 12 novembre 1950  | Anvers    | Belgique - Pays-Bas | 7-2   | Match amical [122]                                                          |
| 72  | 15 avril 1951     | Amsterdam | Pays-Bas - Belgique | 5-4   | Match amical [123],[124]                                                    |
| 73  | 25 novembre 1951  | Rotterdam | Pays-Bas - Belgique | 5-7   | Match amical [125],[126]                                                    |
| 74  | 6 avril 1952      | Anvers    | Belgique - Pays-Bas | 4-2   | Match amical [127]                                                          |
| 75  | 19 octobre 1952   | Anvers    | Belgique - Pays-Bas | 2-1   | Match amical [128]                                                          |
| 76  | 19 avril 1953     | Amsterdam | Pays-Bas - Belgique | 0-2   | Match amical [129],[130]                                                    |
| 77  | 25 octobre 1953   | Rotterdam | Pays-Bas - Belgique | 1-0   | Match amical [131],[132]                                                    |
| 78  | 4 avril 1954      | Anvers    | Belgique - Pays-Bas | 4-0   | Match amical [133]                                                          |
| 79  | 24 octobre 1954   | Anvers    | Belgique - Pays-Bas | 4-3   | Match amical [134],[135]                                                    |
| 80  | 3 avril 1955      | Amsterdam | Pays-Bas - Belgique | 1-0   | Match amical [136]                                                          |
| 81  | 16 octobre 1955   | Rotterdam | Pays-Bas - Belgique | 2-2   | Match amical [137],[138]                                                    |
| 82  | 8 avril 1956      | Anvers    | Belgique - Pays-Bas | 0-1   | Match amical [139],[140]                                                    |
| 83  | 14 octobre 1956   | Anvers    | Belgique - Pays-Bas | 2-3   | Match amical [141],[142]                                                    |
| 84  | 28 avril 1957     | Amsterdam | Pays-Bas - Belgique | 1-1   | Match amical [143],[144]                                                    |
| 85  | 17 novembre 1957  | Rotterdam | Pays-Bas - Belgique | 5-2   | Match amical [145],[146]                                                    |
| 86  | 13 avril 1958     | Anvers    | Belgique - Pays-Bas | 2-7   | Match amical [147],[148]                                                    |
| 87  | 28 septembre 1958 | Anvers    | Belgique - Pays-Bas | 2-3   | Match amical [149],[150],[151]                                              |
| 88  | 19 avril 1959     | Amsterdam | Pays-Bas - Belgique | 2-2   | Match amical [152]                                                          |
| 89  | 4 octobre 1959    | Rotterdam | Pays-Bas - Belgique | 9-1   | Match amical [153],[154]                                                    |
| 90  | 24 avril 1960     | Anvers    | Belgique - Pays-Bas | 2-1   | Match amical                                                                |
| 91  | 2 octobre 1960    | Anvers    | Belgique - Pays-Bas | 1-4   | Match amical [155]                                                          |
| 92  | 22 mars 1961      | Rotterdam | Pays-Bas - Belgique | 6-2   | Match amical                                                                |
| 93  | 12 novembre 1961  | Amsterdam | Pays-Bas - Belgique | 0-4   | Match amical                                                                |
| 94  | 1er avril 1962    | Anvers    | Belgique - Pays-Bas | 3-1   | Match amical [156]                                                          |
| 95  | 14 octobre 1962   | Anvers    | Belgique - Pays-Bas | 2-0   | Match amical [157]                                                          |
| 96  | 3 mars 1963       | Rotterdam | Pays-Bas - Belgique | 0-1   | Match amical [158]                                                          |
| 97  | 20 octobre 1963   | Amsterdam | Pays-Bas - Belgique | 1-1   | Match amical [159]                                                          |
| 98  | 22 mars 1964      | Anvers    | Belgique - Pays-Bas | 0-0   | Match amical [160]                                                          |
| 99  | 30 septembre 1964 | Anvers    | Belgique - Pays-Bas | 1-0   | Match amical [161],[162]                                                    |
| 100 | 17 avril 1966     | Rotterdam | Pays-Bas - Belgique | 3-1   | Match amical [163],[164]                                                    |
| 101 | 16 avril 1967     | Anvers    | Belgique - Pays-Bas | 1-0   | Match amical [165]                                                          |
| 102 | 7 avril 1968      | Amsterdam | Pays-Bas - Belgique | 1-2   | Match amical [166],[167]                                                    |
| 103 | 19 novembre 1972  | Anvers    | Belgique - Pays-Bas | 0-0   | Éliminatoires de la Coupe du monde 1974 (Zone Europe, Groupe 3)             |
| 104 | 18 novembre 1973  | Amsterdam | Pays-Bas - Belgique | 0-0   | Éliminatoires de la Coupe du monde 1974 (Zone Europe, Groupe 3) [168]       |
| 105 | 30 avril 1975     | Anvers    | Belgique - Pays-Bas | 1-0   | Match amical [169]                                                          |
| 106 | 25 avril 1976     | Rotterdam | Pays-Bas - Belgique | 5-0   | Championnat d'Europe 1976 (quarts de finale, aller) [170],[171]             |
| 107 | 22 mai 1976       | Bruxelles | Belgique - Pays-Bas | 1-2   | Championnat d'Europe 1976 (quarts de finale, retour) [172],[173],[174]      |
| 108 | 26 mars 1977      | Anvers    | Belgique - Pays-Bas | 0-2   | Éliminatoires de la Coupe du monde 1978 (Zone Europe, Groupe 4) [175]       |
| 109 | 26 octobre 1977   | Amsterdam | Pays-Bas - Belgique | 1-0   | Éliminatoires de la Coupe du monde 1978 (Zone Europe, Groupe 4)             |
| 110 | 26 septembre 1979 | Rotterdam | Pays-Bas - Belgique | 1-0   | Match amical                                                                |
| 111 | 19 novembre 1980  | Bruxelles | Belgique - Pays-Bas | 1-0   | Éliminatoires de la Coupe du monde 1982 (Zone Europe, Groupe 2)             |
| 112 | 14 octobre 1981   | Rotterdam | Pays-Bas - Belgique | 3-0   | Éliminatoires de la Coupe du monde 1982 (Zone Europe, Groupe 2) [176]       |
| 113 | 21 septembre 1983 | Bruxelles | Belgique - Pays-Bas | 1-1   | Match amical [177],[178]                                                    |
| 114 | 16 octobre 1985   | Bruxelles | Belgique - Pays-Bas | 1-0   | Éliminatoires de la Coupe du monde 1986 (barrage, aller)                    |
| 115 | 20 novembre 1985  | Rotterdam | Pays-Bas - Belgique | 2-1   | Éliminatoires de la Coupe du monde 1986 (barrage, retour) [179]             |
| 116 | 9 septembre 1987  | Rotterdam | Pays-Bas - Belgique | 0-0   | Match amical [180]                                                          |
| 117 | 25 juin 1994      | Orlando   | Belgique - Pays-Bas | 1-0   | Coupe du monde 1994 (Groupe F)                                              |
| 118 | 14 décembre 1996  | Bruxelles | Belgique - Pays-Bas | 0-3   | Éliminatoires de la Coupe du monde 1998 (Zone Europe, Groupe 7) [181],[182] |
| 119 | 6 septembre 1997  | Rotterdam | Pays-Bas - Belgique | 3-1   | Éliminatoires de la Coupe du monde 1998 (Zone Europe, Groupe 7) [183]       |
| 120 | 13 juin 1998      | Paris     | Pays-Bas - Belgique | 0-0   | Coupe du monde 1998 (Groupe E)                                              |
| 121 | 4 septembre 1999  | Rotterdam | Pays-Bas - Belgique | 5-5   | Match amical [184],[185],[186]                                              |
| 122 | 29 mars 2000      | Bruxelles | Belgique - Pays-Bas | 2-2   | Match amical [187]                                                          |
| 123 | 20 août 2003      | Bruxelles | Belgique - Pays-Bas | 1-1   | Match amical [188]                                                          |
| 124 | 29 mai 2004       | Eindhoven | Pays-Bas - Belgique | 0-1   | Match amical [189]                                                          |
| 125 | 15 août 2012      | Bruxelles | Belgique - Pays-Bas | 4-2   | Match amical [190],[191]                                                    |
| 126 | 9 novembre 2016   | Amsterdam | Pays-Bas - Belgique | 1-1   | Match amical [192]                                                          |
| 127 | 16 octobre 2018   | Bruxelles | Belgique - Pays-Bas | 1-1   | Match amical [193],[194]                                                    |
| 128 | 3 juin 2022       | Bruxelles | Belgique - Pays-Bas | 1-4   | Ligue des nations 2022-2023 (Ligue A, Groupe 4) [195]                       |
| 129 | 25 septembre 2022 | Amsterdam | Pays-Bas - Belgique | 1-0   | Ligue des nations 2022-2023 (Ligue A, Groupe 4)                             |

### Bilan complet

#### Bilan officiel
- Total de matchs disputés : 129
- Victoires de la Belgique : 41 (31,8 %)
- Victoires des Pays-Bas : 57 (44,2 %)
- Matchs nuls : 31 (24,0 %)
- Buts marqués par la Belgique : 221
- Buts marqués par les Pays-Bas : 285

#### Bilan non officiel
- Total de matchs disputés : 11
- Victoires de la Belgique : 7 (63,6 %)
- Victoires des Pays-Bas : 3 (27,3 %)
- Matchs nuls : 1 (9,1 %)
- Buts marqués par la Belgique : 34
- Buts marqués par les Pays-Bas : 21

### Meilleurs buteurs
| Joueur           | Équipe   | Buts | Années    |
| ---------------- | -------- | ---- | --------- |
| Beb Bakhuys      | Pays-Bas | 13   | 1929-1937 |
| Leen Vente       | Pays-Bas | 13   | 1934-1940 |
| Faas Wilkes      | Pays-Bas | 12   | 1946-1959 |
| Mannes Francken  | Pays-Bas | 12   | 1906-1914 |
| Kick Smit        | Pays-Bas | 12   | 1934-1946 |
| Abe Lenstra      | Pays-Bas | 12   | 1940-1959 |
| Raymond Braine   | Belgique | 11   | 1925-1939 |
| Bernard Voorhoof | Belgique | 10   | 1928-1940 |
| Rik Coppens      | Belgique | 9    | 1949-1959 |
| Jef Mermans      | Belgique | 9    | 1946-1956 |

### Commentaires
1  : Première rencontre officielle pour les Pays-Bas.
2  : Première sélection pour Eric Thornton, Émile Andrieu, Hector Raemaekers, Paul Grumeau, Clément Robyn, Prosper Brandsteert et Gustave Vanderstappen du côté belge et pour Reinier Beeuwkes, Peet Stol (nl), Ben Stom (nl), Karel Gleenewinkel Kamperdijk (nl), Bok de Korver, Dolph Kessler (nl), Rein Boomsma (nl), Dirk Lotsy, Eddy de Neve (nl), Guus Lutjens (nl) et Willy de Vos (nl) du côté néerlandais.
3  : Premiers buts en sélection pour Eddy de Neve (nl) qui devient le 1er joueur néerlandais à réussir l'exploit d'inscrire un quadruplé.
4  : Première et unique sélection pour Joseph Romdenne du côté belge et pour Willem Hesselink du côté néerlandais.
5  : Premier but en sélection pour Bok de Korver, Guus Lutjens (nl) et Dolph Kessler (nl).
6  : Première sélection pour Jan Schoemaker (en), Constant Feith, Kees Bekker (nl), Anton Lens (nl), Henk Muller (en), Mannes Francken et Frans de Bruijn Kops.
7  : Premier but en sélection pour Guillaume Vanden Eynde et Hector Goetinck.
8  : Première sélection pour Jo Eshuijs (en), Toine van Renterghem et Ferry van der Vinne (en).
9  : Premiers buts (doublé) en sélection pour Charles Cambier du côté belge et premier et unique but en sélection pour Henk Muller (en) et Ferry van der Vinne (en) du côté néerlandais.
10  : Première sélection pour Émile Reuse du côté belge et pour Lothar van Gogh (nl) du côté néerlandais.
11  : Premier but en sélection pour Lothar van Gogh (nl) et Constant Feith.
12  : Première sélection pour Carl Fourneaux, Arthur Cambier, Joseph Robyn, Maurice Vertongen et Louis Saeys.
13  : Première sélection pour Georges Mathot et Edgard Van Bocxstaele du côté belge et pour Noud Stempels (nl) et Herman Jurgens (nl) du côté néerlandais.
14  : Premier et unique but en sélection pour Maurice Vertongen du côté belge et premiers buts (doublé) en sélection pour Jan Thomée du côté néerlandais.
15  : Première sélection pour Jules Suetens du côté belge et pour Jan Akkersdijk (nl) du côté néerlandais.
16  : Premier but en sélection pour Louis Saeys du côté belge et pour Edu Snethlage du côté néerlandais.
17  : Première sélection pour Georges Pootmans du côté belge et pour Kees van Nieuwenhuizen (nl), Vic Gonsalves et Dé Kessler (nl) du côté néerlandais.
18  : Premier et unique but en sélection pour Edgard Poelmans du côté belge et premier but en sélection pour Dé Kessler (nl) du côté néerlandais.
19  : Première sélection pour Willem Boerdam (nl).
20  : Première sélection pour Paul Bouttiau, Maurice Petit et Alphonse Six du côté belge et pour Piet van der Wolk (nl) du côté néerlandais.
21  : Premier but en sélection pour Alphonse Six.
22  : Premier match de William Maxwell en tant que sélectionneur national.
23  : Première sélection pour Arnold Hörburger (nl).
24  : Première sélection pour Just Göbel et Ge Fortgens.
25  : Première sélection pour Jean Strubbe, Camille Nys, Jean Bouttiau et Frans van Houtte du côté belge et pour Guus de Serière (nl) et Jan van Breda Kolff du côté néerlandais.
26  : Premier et unique but en sélection pour Jan van Breda Kolff.
27  : Première sélection pour Sylvain Brébart du côté belge et pour Wim Bronger (nl), Piet Valkenburg (nl) et Huug de Groot du côté néerlandais.
28  : Premier but en sélection pour Fernand Nisot.
29  : Première et unique sélection pour Gerrit Bouwmeester (nl).
30  : Premier but en sélection pour Joseph Musch.
31  : Le gardien belge Henri Leroy, blessé, céda sa place entre les perches à Sylvain Brébart tandis que Camille Van Hoorden monta dans le champ.
32  : Première sélection pour Adolphe Becquevort.
33  : Première sélection pour Armand Swartenbroeks du côté belge et première et unique sélection pour Arie Bijvoet (nl) du côté néerlandais.
34  : Premier et unique but en sélection pour Jules Suetens.
35  : Dernier match du 1er passage de William Maxwell en tant que sélectionneur national.
36  : Première sélection pour Jan Noorduijn (nl) et première et unique sélection pour Jacques Francken (en).
37  : Premier et unique but en sélection pour Willy Westra van Holthe (nl) et Jacques Francken (en).
38  : Première sélection pour Mathieu Bragard.
39  : Dernier match de Charles Bunyan en tant que sélectionneur national.
40  : Première sélection pour Henri Larnoe et Désiré Bastin.
41  : Premier but en sélection pour Henri Larnoe et Mathieu Bragard.
42  : Première sélection pour Fons Pelser.
43  : Première sélection pour Célestin Nollet du côté belge et pour Feike Lietzen (de) du côté néerlandais.
44  : Premier et unique but en sélection pour Jacques Van De Velde.
45  : Première sélection pour Maurice Gillis du côté belge et première et unique sélection pour Jaap Grobbe du côté néerlandais.
46  : Première sélection pour Édouard Morlet du côté belge et pour Jan de Boer, Joannes Adrianus Jole (ru) et Dolf Heijnen (nl) du côté néerlandais.
47  : Premier but en sélection pour Ivan Thys du côté belge et premier et unique but pour Dolf Heijnen (nl) du côté néerlandais.
48  : Première sélection pour Laurent Grimmonprez et Victor Houet du côté belge et pour Gerrit Visser (nl) et Kees Pijl du côté néerlandais.
49  : Premier but en sélection pour Kees Pijl.
50  : Première sélection pour Gejus van der Meulen et Albert Snouck Hurgronje (nl).
51  : Premier et unique but en sélection pour Gerrit Visser (nl).
52  : Première sélection pour Jean Claes, Raymond Braine et Joseph Taeymans du côté belge et pour Kees van Dijke (nl) du côté néerlandais.
53  : Premier but en sélection pour Charles van Baar van Slangenburgh (nl).
54  : La Belgique s'est vu éluder un penalty lorsque, sur un tir de Léopold Dries, l'arrière néerlandais Kees van Dijke (nl) arrêta le ballon de la main mais l'arbitre anglais Arthur Kingscott (en) n'a rien vu.
55  : Première sélection pour Wiggert van Daalen (nl) et Sander Wolterus Küchlin (ru).
56  : Ce match organisé afin de collecter des fonds pour la FIFA ne fut pas reconnu comme rencontre officielle et ne figure donc pas dans les statistiques officielles des deux équipes.
57  : Première sélection pour Albert Van Coile, Henri Van Averbeke et Jan Diddens du côté belge et première et unique sélection pour Tonny van Haeren (nl) et Cock Oldenburg du côté néerlandais.
58  : Première sélection pour Georges Ditzler.
59  : Premier but en sélection pour Jan Diddens.
60  : Ce match de charité ne fut pas reconnu comme rencontre officielle et ne figure donc pas dans les statistiques officielles des deux équipes.
61  : Première et unique sélection pour Dolf Scheeffer (nl).
62  : Première sélection pour Jacques Moeschal du côté belge et pour Jaap van de Griend (nl) du côté néerlandais.
63  : Première sélection pour Jules Lavigne du côté belge et pour Frits Schipper (nl) et Jo Kluin (nl) du côté néerlandais.
64  : Premier but en sélection pour Jacques Moeschal.
65  : Première sélection pour Auguste Hellemans et Sébastien Verhulst du côté belge et pour Frits Schipper (nl) et Jo Kluin (nl) du côté néerlandais.
66  : Dernier match du 2e passage de William Maxwell en tant que sélectionneur national.
67  : Première sélection pour Louis Somers, Théodore Nouwens et Victor Michiels du côté belge et pour Wim van Dolder du côté néerlandais.
68  : Premier but en sélection pour Dolf van Kol.
69  : Premier match de Viktor Löwenfeld (en) en tant que sélectionneur national.
70  : Première sélection pour Hans van Kesteren (nl), Jan Halle (nl) et Gep Landaal (nl).
71  : Ce match amical fut organisé pour célébrer le 40e anniversaire de la fédération royale néerlandaise de football (KNVB) mais ne fut pas reconnu comme rencontre officielle et ne figure donc pas dans les statistiques officielles des deux équipes.
72  : Ce match amical, à l'occasion de l'inauguration du Stade du Centenaire au Heysel, célébrait le 35e anniversaire de l'Union Royale Belge des Sociétés de Football-Association (URBSFA) mais ne fut pas reconnu comme rencontre officielle et ne figure donc pas dans les statistiques officielles des deux équipes.
73  : Première sélection pour Louis Verboven, Jean Capelle et Albert Heremans du côté belge et pour Sjef van Run et Jaap Paauwe (nl) du côté néerlandais.
74  : Première sélection pour Charles Simons et Stanley Van Den Eynde.
75  : Premier but en sélection pour Stanley Van Den Eynde du côté belge et pour Law Adam du côté néerlandais.
76  : Ce match organisé afin de collecter des fonds pour la FIFA ne fut pas reconnu comme rencontre officielle et ne figure donc pas dans les statistiques officielles des deux équipes.
77  : Première sélection pour Adri van Male.
78  : Première sélection pour Jean Claessens.
79  : Ce match de charité ne fut pas reconnu comme rencontre officielle et ne figure donc pas dans les statistiques officielles des deux équipes.
80  : Première sélection pour André Saeys.
81  : Premier et unique but en sélection pour André Saeys.
82  : Première sélection pour Toon Duijnhouwer (nl).
83  : Première sélection pour Kick Smit et Kees Mijnders.
84  : Premiers buts en sélection pour Kick Smit (doublé) et Leen Vente (quintuplé) qui devient le 2e joueur néerlandais à réussir l'exploit d'inscrire un quintuplé après Jan Vos (en 1912) et avant John Bosman (en 1987) et Marco van Basten (en 1990).
85  : Première et unique sélection pour Frans Van Dessel du côté belge et première sélection pour Gerrit Keizer du côté néerlandais.
86  : Premier et unique but en sélection pour Laurent Grimmonprez.
87  : Première sélection pour Robert Paverick, Pierre Dalem, Marius Mondelé et Henri Isemborghs du côté belge et pour Bertus Caldenhove du côté néerlandais.
88  : Premier match de Jules Turnauer (en) en tant que sélectionneur national.
89  : Première et unique sélection pour Hadelin Viellevoye.
90  : Premier match de Jack Butler en tant que sélectionneur national.
91  : Première sélection pour Pierre Meuldermans, Paul Henry, Marius Mondelé et Henri Isemborghs du côté belge et pour Evert Mul du côté néerlandais.
92  : Première sélection pour Jean Fievez.
93  : Première sélection pour Fernand Buyle du côté belge et pour Charles Lungen du côté néerlandais.
94  : Première et unique sélection pour Honoré Martens.
95  : Kick Smit devient le 2e joueur néerlandais à réussir l'exploit d'inscrire un quadruplé après Eddy de Neve (nl) (en 1905).
96  : Première sélection pour Jean Petit et John Van Alphen.
97  : Premier but en sélection pour Guus Dräger.
98  : Première sélection pour Hennie Dijkstra (nl).
99  : Premier et unique but en sélection pour Fernand Buyle.
100  : Ce match amical fut organisé pour célébrer le 50e anniversaire de la fédération royale néerlandaise de football (KNVB) mais ne fut pas reconnu comme rencontre officielle et ne figure donc pas dans les statistiques officielles des deux équipes.
101  : Premier match du 2e passage de Hector Goetinck en tant que sélectionneur national.
102  : Première sélection pour Armand Van De Kerkhove, Jules Henriet, Jules Van Craen, Joseph Nelis et Gustave Eeckeman du côté belge et pour Niek Michel et Ko Stijger (pl) du côté néerlandais.
103  : Premiers buts (triplé) en sélection pour Jules Van Craen et premier but en sélection pour Joseph Nelis.
104  : Première et unique sélection pour Joop van der Heide (nl), Ab de Vries, Herman van den Engel et Joop Wille (nl).
105  : Premier et unique but en sélection pour Herman van den Engel.
106  : Première sélection pour Jan Potharst et Wim Roosen (nl).
107  : Première sélection pour Willy Vermeulen, Michel Van Vaerenbergh et Jozef Melis.
108  : Premier et unique but en sélection pour Michel Van Vaerenbergh.
109  : Dernier match de François Demol en tant que sélectionneur national.
110  : Première sélection pour Léon Aernaudts du côté belge et pour Jeu van Bun, Gerrie Stroker, Hennie Möring (nl) et Wim Lakenberg (nl) du côté néerlandais.
111  : Premier et unique but en sélection pour René Thirifays.
112  : Première sélection pour Léopold Anoul du côté belge et pour Henk Schijvenaar du côté néerlandais.
113  : Premier but en sélection pour Léopold Anoul du côté belge et premier et unique but en sélection pour Wim Roosen (nl) du côté néerlandais.
114  : Première sélection pour Victor Erroelen et August Van Steelant du côté belge et pour Piet Spel (nl) du côté néerlandais.
115  : Premier but en sélection pour August Van Steelant.
116  : Première sélection pour Rinus Terlouw, Han Engelsman (nl) et Rinus Schaap (nl).
117  : Premier et unique but en sélection pour Han Engelsman (nl).
118  : Première et unique sélection pour Pol Appeltants et Jozef Mannaerts du côté belge et pour Herman van Raalte (nl) du côté néerlandais.
119  : Première sélection pour René Gillard et Rik Coppens du côté belge et pour Frans Steenbergen, Jan van Schijndel (nl) et Joop Brandes du côté néerlandais.
120  : Premier et unique but en sélection pour Joop Brandes.
121  : Première sélection pour Georges Mordant du côté belge et pour Cor van der Hoeven, Jan Schrumpf (nl) et Piet Steenbergen du côté néerlandais.
122  : Première sélection pour Fons Van Brandt du côté belge et pour Aad de Jong (nl), Jef Mertens (nl) et Dick Snoek (nl) du côté néerlandais.
123  : Première sélection pour Jean Valet et Raymond Van Gestel du côté belge et pour Jampie Kuneman (nl) et Piet Groeneveld (nl) du côté néerlandais.
124  : Premier et unique but en sélection pour Arsène Vaillant.
125  : Première sélection pour Jan Van Steen du côté belge et pour Louis van den Bogert (nl) et Rinus Bennaars (nl) du côté néerlandais.
126  : Premiers buts (doublé) en sélection pour José Moës et premier et unique but en sélection pour Jan Van Steen du côté belge et premier but en sélection pour Rinus Bennaars (nl) du côté néerlandais.
127  : Première sélection pour Willy Saeren et Guy Thys du côté belge et pour Sjaak Alberts et Piet van der Kuil (nl) du côté néerlandais.
128  : Première sélection pour Frans Reyniers du côté belge et pour Frans Tebak (nl) et Klaas Lugthart (nl) du côté néerlandais.
129  : Première sélection pour Marcel Dries et Constant Huysmans du côté belge et pour Tonny van Ede (nl), Max van Beurden (nl) et Wim Bleijenberg (nl) du côté néerlandais.
130  : Premier et unique but en sélection pour Augustin Janssens.
131  : Première et unique sélection pour Jozef Piedfort du côté belge et première sélection pour Louis Overbeeke (nl) et Gerard Gruisen (nl) du côté néerlandais.
132  : Premier et unique but en sélection pour Max van Beurden (nl).
133  : Première sélection pour Marcel De Corte.
134  : Première sélection pour Roel Wiersma et Sjel de Bruijckere.
135  : Premier but en sélection pour Denis Houf du côté belge et pour Sjel de Bruijckere du côté néerlandais.
136  : Première sélection pour Jef Vliers et André Piters.
137  : Première sélection pour Tinus Bosselaar (nl) et Jan Brooijmans (nl).
138  : Premiers et uniques buts (doublé) en sélection pour Sébastien Jacquemyns.
139  : Première sélection pour Gaston De Wael du côté belge et pour Coen Moulijn du côté néerlandais.
140  : Premier but en sélection pour Coy Koopal (nl).
141  : Première sélection pour Firmin De Coster, André Van Herpe et Maurice Willems.
142  : Premier but en sélection pour Maurice Willems du côté belge et pour Jan Notermans (nl) du côté néerlandais.
143  : Première sélection pour André Vanderstappen et Jean Nelissen du côté belge et pour Eddy Pieters Graafland et Fons van Wissen (nl) du côté néerlandais.
144  : Premier but en sélection pour Paul Van Den Berg du côté belge et pour Bert Carlier du côté néerlandais.
145  : Première sélection pour Théo Collette du côté belge et pour Piet Kruiver et Hans Kraay (nl) du côté néerlandais.
146  : Premier but en sélection pour Fons van Wissen (nl) et Piet Kruiver.
147  : Première sélection pour Gilbert Marnette et Jacques Stockman.
148  : Premier but en sélection pour Coen Moulijn.
149  : Première sélection pour Charles De Vogelaere et Pierre Hanon.
150  : Premier but en sélection pour Pierre Hanon du côté belge et pour Tonny van der Linden (nl) du côté néerlandais.
151  : Premier match de Constant Vanden Stock en tant que sélectionneur national.
152  : Premier but en sélection pour Victor Wégria et Fernand Goyvaerts.
153  : Première sélection pour Jean Claes.
154  : Premier et unique but en sélection pour Michel Delire du côté belge et pour Jan Klaassens du côté néerlandais.
155  : Première sélection pour Laurent Verbiest.
156  : Première sélection pour Piet Lagarde (nl) et Peet Petersen (nl).
157  : Première sélection pour Lucien Spronck du côté belge et pour Jan Villerius (nl), Piet Ouderland, Frits Soetekouw (nl) et Henk Bosveld (nl) du côté néerlandais.
158  : Première et unique sélection pour Robert Deurwaerder.
159  : Première et unique sélection pour Henk Vriens (nl).
160  : Première sélection pour Jean Plaskie du côté belge et pour Lambert Verdonk du côté néerlandais.
161  : Première sélection pour Johan Devrindt et Jean-Marie Trappeniers du côté belge et pour Willy Quadackers (nl), Rinus Israël, Hennie van Nee (nl) et Dick Hollander (nl) du côté néerlandais.
162  : Fait assez rare, après l'entrée au jeu de Jean-Marie Trappeniers, onze joueurs du RSC Anderlecht furent alignés simultanément pendant les 45 minutes de la seconde période !
163  : Première sélection pour Willy Dullens (nl).
164  : Premier et unique but en sélection pour Lucien Spronck du côté belge et premier but en sélection pour Willy van der Kuijlen du côté néerlandais.
165  : Première sélection pour Fernand Boone et Prudent Bettens du côté belge et pour Pim Doesburg et Hans Eijkenbroek (nl) du côté néerlandais.
166  : Première sélection pour Léon Jeck et Odilon Polleunis.
167  : Premier but en sélection pour Odilon Polleunis du côté belge et pour Jan Klijnjan du côté néerlandais.
168  : Première et unique sélection pour Gérard Desanghere.
169  : Première et unique sélection pour Xavier Caers du côté belge et première sélection pour Adrie van Kraay, Frans Thijssen, Johan Zuidema, Kees Kist, Peter Arntz, Bobby Vosmaer (nl) et Jan Everse (nl) du côté néerlandais.
170  : Premier et unique but en sélection pour Wim Rijsbergen.
171  : Dernier match de Raymond Goethals en tant que sélectionneur national.
172  : Première sélection pour Jean-Marie Pfaff, Bob Dalving, Michel Renquin, René Verheyen, Willy Wellens et Hervé Delesie.
173  : Premier but en sélection pour Roger Van Gool.
174  : Premier match de Guy Thys en tant que sélectionneur national.
175  : Première sélection pour Jos Volders et Jan Ceulemans.
176  : Première et unique sélection pour Eddy Snelders.
177  : Première sélection pour Adri van Tiggelen.
178  : Premier but en sélection pour Marco van Basten.
179  : Première sélection pour Philippe Desmet et Daniel Veyt du côté belge et pour John van Loen du côté néerlandais.
180  : Première sélection pour Sjaak Troost et Henny Meijer.
181  : Première sélection pour Éric Deflandre et Nordin Jbari.
182  : Dernier match de Wilfried Van Moer en tant que sélectionneur national.
183  : Premier but en sélection pour Jaap Stam.
184  : Première sélection pour Jacky Peeters et Frédéric Herpoel.
185  : Premier but en sélection pour Branko Strupar et Bart Goor.
186  : Premier match de Robert Waseige en tant que sélectionneur national.
187  : Première sélection pour Paul Bosvelt.
188  : Première sélection pour Jonathan Walasiak.
189  : Première sélection pour Tristan Peersman.
190  : Première sélection pour Ricardo van Rhijn, Stefan de Vrij, Nick Viergever, Bruno Martins Indi et Adam Maher.
191  : Premier but en sélection pour Christian Benteke et Dries Mertens du côté belge et pour Luciano Narsingh du côté néerlandais.
192  : Première sélection pour Christian Kabasele, Thomas Foket et Youri Tielemans du côté belge et pour Joshua Brenet et Bart Ramselaar du côté néerlandais.
193  : Première sélection pour Pablo Rosario.
194  : Premier but en sélection pour Arnaut Groeneveld.
195  : Première sélection pour Amadou Onana.